# Johann Georg Canzler
Johann Georg Canzler (* 19. Januar 1740 in Burkhardtsdorf; † 4. September 1809 in Dresden) war ein sächsischer Legationsrat und Geschäftsträger in Stockholm sowie Oberrechnungsrat in Dresden.

## Leben und Wirken
Er war der Sohn von Johann Georg Canzler und stammte aus dem sächsischen Erzgebirge. Canzler wuchs in der Nähe von Chemnitz auf. Er gehörte als Legationssekretär und späterer -rat zur kursächsischen Stockholmer Gesandtschaft unter der Ägide Sakens zwischen 1768 und 1775 und war nach seiner Rückkehr aus Schweden als Oberrechnungsrat in Dresden tätig. Bekannt wurde er vor allem durch seine zweibändige Nachrichten [...] des Königreich Schweden.

## Schriften (Auswahl)
- Mémoires pour servir à la connoissance des affaires politiques et économiques du royaume de Suède jusqu’à la fin de la 1775me année. 1775.
- Nachrichten zur genauern Kenntniß der Geschichte, Staatsverwaltung und ökonomischen Verfassung des Königreich Schweden. 1. Teil, Dresden 1778.
- Nachrichten zur genauern Kenntniß der Geschichte, Staatsverwaltung und ökonomischen Verfassung des Königreich Schweden. 2. Teil, Dresden 1778.